# .mc
.mc為摩纳哥國家及地區頂級域（ccTLD）的域名，由摩纳哥网络信息中心维护管理。

## 二级域名
- .tm.mc
- .asso.mc

注册二级域名需要摩纳哥当地的公司注册信息。

## 外部連結
- IANA .mc whois information（页面存档备份，存于）
- .mc domain registration website（页面存档备份，存于）